# Salix reuteri
Salix reuteri är en videväxtart som beskrevs av Alexandre Moritzi. Salix reuteri ingår i släktet viden, och familjen videväxter. Inga underarter finns listade i Catalogue of Life.